# 国鉄H13形コンテナ
国鉄H13形コンテナ（こくてつH13がたコンテナ）は、日本国有鉄道（国鉄）が1970年（昭和45年）度に製作した、鉄道輸送用一種規格（11 ft）ホッパコンテナである。

## 概要
H13形は、1970年（昭和45年）度にポリスチレン専用クレーン取り扱いホッパコンテナとして三菱重工業にて9個が製作された。真空吸引方式を荷役方法として採用された。
ホッパ材質は普通鋼（一般構造用圧延鋼材）であり、屋根上には内径450 mmの積込口2個があり汚染防止のため二重蓋で覆われた。寸法関係は全長3,240 mm、全幅2,300 mm、全高2,350 mm、荷重5 t、自重1.6 t、容積は8.4 m3である。
1985年（昭和60年）度に最後まで使用された2個が廃止され形式消滅した。